# Кліше (мистецтво)
|                                                           |  |  |
| Візуальне кліше «красуня та чудовисько» (постери фільмів) |  |  |

Кліше (від фр. cliché), також штамп (літературний штамп, кіно-штамп, тощо.) — в мистецтві встановлена традиційно застигла форма (мотив, тема). Кліше застосовується в традиційних сюжетах творів мистецтва, в науковій літературі, в розмовній мові. Первісний зміст форми, експресія, паралелі з історичними подіями можуть стертися і не сприйматися при використанні кліше.

## Опис
Слово часто вживається для опису часто повторюваних кліше в різних напрямках мистецтва. Штампи часто використовувалися за відсутності нових ідей, або навпаки, для здійснення будь-яких сюжетних дій. Також слід враховувати, що зважаючи на величезну кількість випущених фільмів, книг і музики важко уникнути повторення.
Висміювання штампів часто служить прийомом сатири або пародії. Так висміюванню кліше відводиться багато місця в Південному Парку та Сімпсонах, штампи «металевої» музики висміюються у творчості груп Nanowar та Dethklok, а в західному кінематографі було знято багато фільмів, які, шляхом абсурду та перебільшення, висміювали штампи та кліше різних фільмів або жанрів — Дуже страшне кіно, Робін Гуд: Чоловіки в трико, Голий пістолет та багато інших. У 80-х в США також сформувався жанр кіно-пародії, де часто кількість штампів доводилася до абсурду для комічного ефекту.
Використання кліше можна оцінювати як позитивно, так і негативно. Надмірне наслідування кліше позбавляє твір оригінальності та знецінює авторський задум. Позитивним у використанні кліше є наслідування стереотипів психології та полегшення комунікації.

## Кліше в літературі
Штамп літературний, або кліше, є явищем мови, присутнім в текстах творів літератури, де воно механічно відтворюється, підміняючи собою те, що могло б відобразити творчу ініціативу автора як художника слова, що долає опір матеріалу, і учасника формування мови художньої літератури або мови поетичної.
— С.Г. Бархударов
Прикладом кліше є використання образу шляхетного розбійника в романтичній літературі та мистецтві XIX століття.

## Кіно-штампи
Після популяризації кінематографу в середині XX століття, виробництво фільмів було налагоджено на постійній основі. Внаслідок цього в них часто почали повторюватися деталі, що стали популярними у відомих чи культових фільмах. Так у фільмі День, коли земля зупинилася (1951) серед персонажів фігурував робот Горт, що вміє стріляти лазерним променем з голови. Згодом цей образ зробив величезний вплив на наукову фантастику, аж до того, що роботи, які стріляли з очей, стали вважатися одним з головних ознак жанру та згодом були використані (Небесний капітан і світ майбутнього, Люди Ікс 3) або висміяні в інших фільмах.

### Бойовик
Згодом, використання кінематографічних штампів отримало розвиток у фільмах жанру бойовик, більшість з яких були виробництва США. Часто це робилося для створення певної ситуації в сюжеті, наприклад, у всіх частинах фільмів серії Роккі головний герой перед перемогою був на межі поразки, але, в підсумку, піднімався і з останніх сил перемагав супротивника. Цей штамп був придуманий для демонстрації волі до перемоги, але в підсумку він був використаний в більшості фільмів про бойові мистецтва. Але при цьому, часто кліше були дурними з логічної точки зору, так у бойовиках та у фільмах присвячених бойовим мистецтвам, поліцейські та бандити часто кидали зброю у вигідних для них ситуаціях та билися з супротивником в рукопашну, а машини вибухали іноді навіть при найлегших пошкодженнях, задля видовищності фільму. Одним з найвідоміших та абсурдних штампів також є той факт, що майже у всіх фільмах, при знешкодженні бомб, лічильник зупиняється на останній секунді.

### Фільми жахів та трилери
Поширений штамп — живучість головного вбивці. Часто після спроби вбивства головним героєм лиходія, той пропадає не залишивши й кривавого сліду або ж несподівано опиняється за спиною жертви з занесеною над головою холодною зброєю. Дуже часто жертва, що ховається від лиходія в будь-якому напрямку, натикається на нього впритул. Дівчина, що виходить з душу, загорнута в рушник — нова жертва лиходія. Пара, яка залишається на одинці для інтимної близькості, — теж, найімовірніше, стане жертвою зловмисника. Компанія людей, що перебуває в екстремальному становищі невизначеності та небезпеки, пов'язаної із знахідкою трупа, прагне розділитися, після чого, природно, стає «легкою здобиччю» лиходія. Удари ножем наносяться зверху вниз, хоча цей спосіб є одним з найнеефективніших в ножовому бою, оскільки в площині нанесення удару по стоячій людині багато кісток.
Дівчина, тікаючи від не квапливого лиходія, який переслідує її, перечеплюється і пошкоджує ногу. Трупи часто знаходять сидячими спиною до камери.

### Приклади найвідоміших кіноштампів
- Бомби завжди знешкоджуються на останній секунді. Також, майже кожна бомба з годинниковим механізмом оснащена індикатором з великими червоними цифрами.
- Якщо дія відбувається у Франції, то переважно в Парижі, і, як наслідок, в кадрі обов'язково буде показана Ейфелева вежа.
- Якщо дія відбувається в Росії, то в кадрі майже завжди лежить сніг, навіть якщо сюжет розвивається влітку.
- У голлівудських фільмах всі телефони починаються з префікса 555[ru]. У США і Канаді, щоб ніхто не телефонував справжнім мешканцям, спеціально зарезервований для використання в художніх творах діапазон телефонних номерів 555-01-XX. Проте, у фільмах часто можна зустріти номер 555–2368, який може дістатися вже справжньому абоненту. (див. також окрему статтю[ru]).
- Після сексу, пара коханців залишається в ліжку з так званою L-подібною ковдрою (прикриває чоловіка до пояса, а жінку до грудей).
- При будь-якій чисельності, супротивник завжди буде нападати на кожного героя по черзі. Найчастіше це кліше використовується в гонконгському кінематографі, де герої зазвичай поодинці перемагали багато ворогів (Правило атаки-по-одному).
- Часто, для збереження вікового рейтингу, діти, вагітні жінки та інші подібні персонажі не гинуть, а гинуть лише негативні персонажі, які попередньо викликали своєю поведінкою протест у глядача.
- Часто завершальна сутичка відбувається на сталеливарному заводі, що «випадково» опинився поруч. Також, обов'язково під час протиборства хтось увімкне верстати.
- Також більшість кінематографічних штампів засновані на стереотипах про різні народи. Так більшість японців і китайців у фільмах володіють східними єдиноборствами, араби, як правило, терористи.
- У фантастиці, будь — який об'єкт, що наближається до Землі з глибокого космосу, пролітає повз Сатурн.
- У фільмах про війну літаки пікірують з одним і тим же характерним звуком. Цей штамп пішов ще з Другої Світової, коли на пікіруючі бомбардувальники люфтваффе ставили сирени. Коли повітря проходило через них, виходив той самий огидний звук, який, за задумом, чинив психологічний вплив на війська супротивника.
- У фільмах жахів: якщо героїв переслідує маніяк або монстр, то обов'язково хтось запропонує розділитися на групи, щоб швидше виявити супротивника та перемогти його. Ефект, втім, досягається протилежний.

### Ефект штурмовика
Один з найвідоміших та поширених штампів кіно. полягає в тому, що ворожі солдати не здатні потрапити в головних героїв, попри переважну кількість (і часто чудові бойові якості в бою проти другорядних персонажів).